# Tominotus unisetosus
Tominotus unisetosus är en insektsart som beskrevs av Richard C. Froeschner 1960. Tominotus unisetosus ingår i släktet Tominotus och familjen taggbeningar. Inga underarter finns listade i Catalogue of Life.